# Chromelektrolyt
Chromelektrolyte sind wässrige Lösungen auf Chromsäurebasis (H2CrO4), die in der Galvanotechnik zur Erzeugung eines Chromüberzugs auf Metall- und Kunststoffgegenständen verwendet werden. Während sich die meisten anderen Metallüberzüge wahlweise mit verschiedenen galvanotechnischen Verfahren als Schüttgut, mit Einzelkontaktierung oder im kontinuierlichen Bandverfahren erzeugen lassen, werden Chromüberzüge fast immer mit Einzelkontaktierung hergestellt. Chromelektrolyte sind sehr giftig und stark ätzend.

## Anwendung
Das „klassische“ Chrombad basiert auf einem Patent Erik Liebreichs von 1920, das er für die Elektro-Chrom-Gesellschaft m. b. H. Berlin weiterentwickelte. Ein weiteres Patent aus dem Jahre 1924 gilt als das Schlüsselpatent für das Verchromen.
Danach besteht ein Chromelektrolyt aus etwa 250 g CrO3 mit einem Zusatz von 1 % = 2,5 g Schwefelsäure (H2SO4) in einem Liter Bad. Die Säure wirkt nicht nur als Katalysator, sondern nimmt auch an der Reduktion teil. Es werden bei 50 A/dm² etwa 18 % Stromausbeute (= stofflicher Wirkungsgrad, d. h. 82 % des Stromes erzeugt Wasserstoff) erreicht. Mit dem gleichen Elektrolyten werden bei Hochgeschwindigkeitsverfahren über 50 % Stromausbeute erreicht, jedoch muss der Elektrolyt sehr schnell bewegt werden. Kolbenstangen für Stoßdämpfer der Automobilindustrie werden in Platinrohren bei über 1000 A/dm² so in wenigen Sekunden beschichtet.
Weitere Versuche, den Wirkungsgrad zu erhöhen, waren nur mäßig erfolgreich. Für die Abscheidung metallischen Chroms werden Fremdsäuren als Katalysatoren zugesetzt, etwa klassisch Schwefelsäure (1 % des CrO3), früher Flusssäure bzw. Hexafluorokieselsäure, sogenannte Mischsäurekatalysatoren, oder, bei aktuellen fluoridfreien Elektrolyten, Sulfonsäuren. Am gebräuchlichsten sind Bäder mit Methansulfonsäure (Markenname z. B. HEEF 25) als Katalysator, diese erreichen im Einsatz eine Stromausbeute von 25 %. Aus diesen Bädern kann sowohl Hart- als auch Glanzchrom abgeschieden werden.
Als Anoden dienen unlösliche Bleilegierungen. Das Anodenmaterial ist hier wichtig, da das dreiwertige Chrom, das an der Kathode erzeugt wird, wieder zu sechswertigem Chrom oxidiert werden muss. Dies geschieht besonders gut an den Bleianoden, die sich mit einer Bleidioxidschicht überziehen. Das abgeschiedene Chrom wird dem Elektrolyten als Chromsäureanhydrid (CrO3) wieder zugegeben.
Um giftigen Bleischlamm zu vermeiden, wird bei modernen Anlagen Blei durch platiniertes Titan ersetzt. Der Einsatz von Anoden aus titanummanteltem Kupfer (englisch titanium clad copper busbars) mit im Mikrometerbereich platinierten Titanoberflächen stellt beim Verchromen in schwefelsauren Elektrolyten einen besonderen Vorteil dar. Immer strengere Umweltauflagen und teure Abfallentsorgung verlangen Verfahren, die eine umweltfreundlichere Hart- und Glanzverchromung in fluoridfreien Elektrolyten zulassen.

## Glanzverchromung
Bei der Glanzverchromung (dekorative Verchromung) wird eine sehr dünne Chromschicht von meistens 0,2 bis 0,5 µm abgeschieden. Wegen der geringen Dicke solcher Chromschichten wird der Glanz des fertig verchromten Werkstücks nicht nur von der Chromschicht selbst, sondern auch von der darunterliegenden Schicht (meist Nickel) bestimmt. Wenn eine unter dem Chrom liegende Nickelschicht matt ist, dann ist das Werkstück nach der (dünnen) Glanzverchromung immer noch matt. Eine solche matte Oberfläche ist in manchen Fällen gewünscht und wird dann als sehr hochwertig empfunden (seidenmatt). Eine Glanzchromschicht muss in einem bestimmten Fenster von Temperatur und Stromdichte gefahren werden. Außerhalb dieses Fensters wird die Chromschicht nicht glänzend, sondern matt und grau. Dieses kann vor allem im hohen Stromdichtebereich auftreten. Ist der graue Bereich an den Kanten des Werkstücks relativ klein, kann er mittels spezieller Polierpaste und einer Tuchpolierscheibe wieder auf Hochglanz gebracht werden.
Eine optimale Beschichtung auf Stahl ist zum Beispiel cyanidisches Kupfer, saures Kupfer, Glanznickel, Chrom; z. T. wird die saure Kupferschicht vor dem Vernickeln poliert. Eine Besonderheit sind nichtrostende Stähle die mit reichlich Chrom legiert sind, das sich beim Erstarren aus der Schmelze an den Korngrenzen abschneidet, so können diese Stähle auf Hochglanz poliert und ohne Zwischenschicht verchromt werden, weil die Oberfläche schon aus Chrom besteht.

## Hartverchromung
Die Bezeichnung «Hartverchromung» ist ein irreführender Ausdruck, weil er nahelegt, dass eine Hartchromschicht härter sei als eine (dünne) Glanzchromschicht. In Wirklichkeit ist die Hartchromschicht gleich hart wie die (dünne) Glanzchromschicht. Die Glanzchromschichten sind aber meistens so dünn (siehe oben), dass bei einer Härtemessung die Prüfspitze nicht die Härte der verchromten Schicht misst, Härtemessungen auf der Chromschicht mit darunterliegendem Grund sind nicht aussagefähig. Bei Härtemessungen wird daher aus einem verchromten Teil, Stange o. ä. ein Stück herausgeschnitten. Dann erfolgt die Härtemessung auf der Chromschicht. Eine zutreffende Bezeichnung wäre „Dickverchromung“, aber der Ausdruck „Hartverchromung“ ist allgemein gebräuchlich. Manchmal werden schon Chromschichten oberhalb von etwa 1 µm als Hartchrom bezeichnet, es kommen aber auch Hartchromschichten von mehreren Millimetern vor z. B. bei Druckzylindern. Es sind Härten bis 1200 HV erreichbar
Eine normale Glanz- oder Hartchromschicht enthält ein dichtes Netz sehr feiner Risse, die aber für das freie Auge nicht sichtbar sind und die man auch nicht ertasten kann. Die Entstehung dieser Risse hängt eng zusammen mit dem bei der Abscheidung ausgasenden Wasserstoff. Ein Teil des Wasserstoffs wird vorübergehend in Form von Chromhydrid in der Chromschicht eingelagert. Beim anschließenden Zerfall des Chromhydrids kommt es zu einer Schrumpfung der Chromschicht und die daraus resultierenden Spannungen führen zu den Rissen. Die Rissigkeit von Chromschichten macht verständlich, dass eine Glanzchromschicht allein, trotz der ausgezeichneten Eigenschaften des Chroms, noch keinen guten Korrosionsschutz bewirkt. Der Korrosionsschutz entsteht erst in Verbindung mit geeigneten Zwischenschichten (meist Nickel oder Kupfer und Nickel). Diese Rissstruktur ist für manche Spezialfälle sogar vorteilhaft, da z. B. ein Ölfilm besser haften kann.
Siehe auch: Aufchromen

## Schwarzverchromen
Einen weiteren Spezialfall stellt das Schwarzverchromen dar. Durch eine erhöhte Stromdichte in Verbindung mit speziellen Zusätzen scheiden sich Chromschichten in einer tiefschwarzen Farbe ab. Die Schwarzchromschicht ist eine der wenigen tiefschwarzen Oberflächen, die elektrisch leitend sind. Manche Schwarzchromschichten haben nur eine mäßige Abriebfestigkeit. Dieser Effekt kann durch nachträgliches Beölen etwas verbessert werden. Ein Schwarzchromelektrolyt muss im Betrieb gekühlt werden. Das Schwarzverchromen darf nicht mit dem Schwarz-Chromatieren verwechselt werden.

## Oberflächenqualitäten
Durch spezielle Elektrolytzusätze kann man rissfreie, mikrorissige oder mikroporige Chromschichten abscheiden. Die rissfreien Chromschichten haben keine sehr große Bedeutung für die Praxis, weil sie unter Alltagsbedingungen meistens später doch noch rissig werden. Für die Korrosionsbeständigkeit (in Verbindung mit den Zwischenschichten) wirkt es sich günstig aus, wenn die Rissstruktur feiner ist. Eine normale Glanzchromschicht hat etwa 1 bis 20 Risse pro Zentimeter. Bei 300 bis 800 Rissen pro Zentimeter spricht man von einer mikrorissigen Chromschicht. Eine andere Möglichkeit zur Verbesserung der Korrosionsbeständigkeit besteht in der Erzeugung von mikroporigen Chromschichten. Wie die Risse sind auch die Mikroporen mit dem freien Auge nicht sichtbar. Auch eine Doppelverchromung ist unter bestimmten Bedingungen möglich.
Bei Korrosionbeanspruchung muss das Werkstück (z. B. Hydraulikstempel) vorher beschichtet werden (z. B. mit einer chem. Vernickelung). Eine Alternative hierzu ist eine mechanische Nachbehandlung durch Honen oder Polieren, hierbei wird die Fläche geglättet und die Risse werden zugeschmiert (z. B. bei Kolbenstangen für Kfz-Stoßdämpfer).

## Umweltaspekte
Durch den schlechten Wirkungsgrad und die hohen Ströme entsteht beim Verchromen viel Knallgas, also Wasserstoff und Sauerstoff. Das Bad schäumt. Beim Zerplatzen der Gasblasen an der Badoberfläche wird das Chrombad fein zerstäubt. Wegen der hohen Krebsgefahr, die von Chrom(VI) ausgeht, müssen die Chrombäder deshalb abgesaugt und das Entstehen der Chromaerosole unterdrückt werden, was mit einem durch Tenside gebildeten Schaumteppich möglich ist.
Chromelektrolyte auf Basis des ungiftigen Chrom(III) werden derzeit erforscht, sie sind für die Produktion derzeit jedoch kaum geeignet oder auf Spezialfälle beschränkt. Sie bestehen meist aus Lösungen von Ammoniumsalzen und beinhalten starke Komplexbildner. Auch hier wird mit unlöslichen Anoden (meist Graphit) gearbeitet.
Neuerdings gibt es vor allem in England Lohngalvaniken, die Chrom(III)-Elektrolyte verwenden. Das Einsatzgebiet bildet dabei vorwiegend die Armaturenindustrie, da Chrom(III)-Elektrolyte das Grundmaterial weniger angreifen und besser streuen. Eine gute Streufähigkeit bedeutet, dass auch an strombenachteiligten Stellen Metall abgeschieden wird. Der Farbton einer aus einem Chrom(III)-Elektrolyten abgeschiedenen Schicht unterscheidet sich von der aus einem Chrom(VI)-Elektrolyten abgeschiedenen Schicht und wird stark durch eingeschleppte Fremdmetalle beeinflusst.
Als weitere Alternative zum galvanischen Verchromen mit gesundheitsschädlichem Chrom(VI) wurde im Zuge eines Projekts des Umweltinnovationsprogramms ein chromfreies Lacksystem entwickelt, mit dem eine identische Optik und sogar ein besserer Rostschutz als beim herkömmlichen Verchromen erzielt werden kann. Dieser neuartige Lack baut vorwiegend auf organischen Stoffen und Aluminiumpigmenten auf. In Deutschland findet das Verfahren bereits in den ersten Lackierbetrieben Anwendung.